# Antoine de Paule

Antoine de Paule

Großmeisterwappen von Antoine de Paule

Antoine de Paule (* 1551/52 in Toulouse; † 9. Juni 1636 in Valletta) war vom 10. März 1623 bis zu seinem Tod im Jahre 1636 der 56. Großmeister des Malteserordens. Bis zur Wahl war de Paule der Großprior von St. Gilles der Zunge der Provence.
Wegen der Überbevölkerung von Valletta gründete er in einer Entfernung von ca. 5 km ein Dorf und gab ihm seinen Namen, die heutige Stadt Paola. Dort errichtete er die Pfarrkirche St. Ubaldesca, benannt nach einer Schwester des Ordens.
Er berief 1626 den Historiker Fra' Gio Francesco Abela zum Vizekanzler des Ordens.